# Gyermek- és ifjúsági irodalom
A gyermekirodalom a gyermekek, a komolyabb művek befogadására még éretlen fiatalok számára írt, az ő igényeiket kielégítő szépirodalmi művek összessége. A gyermekirodalom alkalmazott irodalom is.
Gyermek, ill. ifjú főhőse van a legtöbb (ilyen) gyermekirodalmi műnek.
A német Kinder- und Jugendliteratur fogalmához hasonlóan magyarul is gyakran együtt említik a két korosztálynak szóló műveket, míg az angol, francia és az orosz nyelv csak a gyermekirodalom kifejezést használja. Az ifjúsági irodalom kifejezés mellett lassan kezd meghonosodni a kamaszirodalom, kamaszkönyv fogalma is, amely a gyermekirodalom és az ifjúsági irodalom között helyezkedik el.
A gyermek- és ifjúsági irodalom fogalmának tágabb értelmezésében ide soroljuk az ismeretterjesztő irodalmat is, valamint a szórakoztató irodalom és az ismeretterjesztés határmezsgyéjén elhelyezkedő sci-fit is.

## Helye az irodalom egészében
A gyermek- és ifjúsági irodalom a korszerűbb felfogás szerint a nemzeti irodalom és világirodalom integráns része, míg egy másik megközelítés csak mint a pedagógia szolgálatába állítható alkalmazott irodalmat tartja számon. Ez utóbbi felfogás szerint gyermek- és ifjúsági írónak lenni külön státusz, és szüksége van a gyermek- és ifjúsági irodalomnak saját intézményrendszerre is. Hazánkban azonban sem utóbbi, sem saját elméleti-kritikai fórum nincs; részben soha nem is alakult ki, részben pedig már megszűnt.

## Sajátosságai
A gyermek- és ifjúsági irodalom normái hasonlóak a felnőttirodaloméhoz, ám olyan sajátosságokkal bírnak, melyek betartására különösen ügyelni kell.
A gyermekirodalom lírai és epikai csoportra osztható, azaz gyermekversekre és mesékre. A gyermekköltészet sajátja a nyelvi szépség, ritmikusság, énekelhetőség, az érzelmek tiszta megjelenítése. A mesék rácsodálkoztatják a gyermeket a világra, élesen elkülönülnek az ellentétpárok (jó–rossz, szép–csúf), s a jó gyermekmese vége mindig pozitív kicsengésű. A gyermekirodalom inkább összművészeti, mint az ifjúsági és a felnőttirodalom. Testvérműfajaival együtt jelenik meg a mesében, bábozásban, éneklésben stb.
Az ifjúsági irodalom érdekessége, hogy egyrészt számos, korábban felnőtteknek írt mű mára az ifjúsági irodalom része lett (Swift társadalmi szatírája, a Gulliver utazásai, Gárdonyi történelmi regénye, az Egri csillagok vagy Verne utopisztikus művei), másrészt ennek fordítottja is igaz, sok eredetileg ifjúsági műnek induló, de másképp sikeredett alkotás komoly irodalmi elismerésre tett szert (például Kodolányi János Vízözönje, Lewis Carrolltól az Alice Csodaországban vagy J. R. R. Tolkientől A hobbit vagy A Gyűrűk Ura).
A jó ifjúsági irodalom nem unalmas, különösen figyel a nyelvi szabályok betartására, szabatos, világos, nem félrevezető az élet, a történelem, a természet és a nyelv törvényeit illetően. Az ifjúsági irodalomban kevesebb mű születik mint a felnőttirodalomban, mivel nehezebb művelni, „jó” ifjúsági művet írni; azonkívül számos országban alacsonyabb az elismertsége és anyagi megbecsültsége is.

## Története

### Világirodalom

#### Ókor
- Aiszóposz (Ezópusz)
- Phaedrus: Lejegyezte, verses formába öntötte, latinra fordította Aiszóposz műveit, valamint írt Aiszóposzról is történetet), ezeket nevezzük fabulának. Ilyen történetek pl. A szőlő és a róka, Aiszóposz és a rossz író.

#### 17. század
- La Fontaine: A róka és a holló, A róka és a gólya, A tücsök és a hangya.
- Cervantes: Don Quijote
- Az első mesegyűjtés Charles Perrault nevéhez kötődik Franciaországban. Címe: Lúdanyó meséi (1697).

#### 18. század
- Daniel Defoe: Robinson Crusoe (mindenki megírta a saját hasonló történetét)
- Jonathan Swift: Gulliver utazásai
- Voltaire: Candide

#### 19. század
A mesegyűjtés kora: Achim von Arnim és Clemens Brentano népköltészeti gyűjtése, A fiú csodakürtje. A legjelentősebb Jacob és Wilhelm Grimm 1812-től megjelenő gyűjteménye, a (Gyermek- és családi mesék).
A század első felére jellemző romantika legjobban Hauff és Andersen meséire hatott.
Charles Dickens regényeinek egyik fő témája a nehéz sorsú, szegény, árva gyerekek élete (Twist Olivér, Copperfield Dávid). Romantikus regényeiben a szeretet erejét hirdeti (Karácsonyi ének).
Az amerikai Harriet Beecher Stowe regénye, a Tamás bátya kunyhója nagy hatással volt a rabszolgaság elleni küzdelmekre.
Jules Verne két irányban is újított. Behozta a tudományos-fantasztikus regényeket a köztudatba: (pl. Utazás a Holdba, Nemo kapitány, Utazás a Föld középpontja felé), valamint ún. utaztató regényeket is írt, (pl. Nyolcvan nap alatt a Föld körül, Kétévi vakáció, Grant kapitány gyermekei).
A kamaszfiúk körében népszerű indiánregények közül a legnagyobb sikert J. F. Cooper művei (pl. Az utolsó mohikán, Nyomkereső stb.), a század végén Karl May Winnetou-tetralógiája érték el.
- Mark Twain: Tom Sawyer kalandjai, Huckleberry Finn kalandjai, Koldus és királyfi
- R. L. Stevenson: A kincses sziget című kalózregény és A fekete nyíl című történelmi regény

Lewis Carroll (angol): Alíz csodaországban, Alíz tükörországban (Kosztolányi fordításában Évike csodaországban).
A 19. század végének jelentős meseírója Oscar Wilde: A meséinek (pl. A boldog herceg) az önfeláldozás, a szegényekkel való együttérzés az egyik fő motívuma.

#### 20. század
- Erich Kästner: Május 35., A két Lotti, A repülő osztály, Emil és a detektívek
- Jack London: A vadon szava, Fehér Agyar
- Selma Lagerlöf: Nils Holgersson csodálatos utazása
- James Matthew Barrie: Pán Péter-történetek
- Frances Hodgson Burnett: A kis lord, A titkos kert, A padlásszoba kis hercegnője
- L. Frank Baum: Oz, a nagy varázsló
- A. A. Milne: Micimackó

A 20. század végén, 1997-ben kezdődött J. K. Rowling Harry Potter regényfolyama, amely visszavezette a gyermekeket az olvasáshoz az egész világon.

### Magyar irodalom
A gyermekeknek szóló irodalom csak a 19. század második felében vált jelentőssé. A korábban megjelent művek (mint pl. Fáy András mesegyűjteménye 1820.) elsősorban felnőtteknek szólnak. A kevés számú kivételek közé tartozik Bezerédj Amália Flóri könyve (1836.) című műve.
Arany László vagy Benedek Elek mesegyűjteményeinek megjelenésével (1862., illetve 1885.) kezdődött csak tulajdonképpen el az időszak, amikortól önálló gyermekirodalomról beszélhetünk. Petőfi Sándor elbeszélő költeményét, a János vitézt (1844.) is felnőtt olvasók számára írta.

#### Mesék, gyermekversek
A magyar gyermekirodalom olyan remekműveket tart számon, mint Petőfi Sándortól Arany Lacinak, József Attilától az Altató, Weöres Sándor gyermekversei, Benedek Elek mesevilága, valamint mások művei, melyek nem ritkán humoreszkek, szójátékok, nyelvi tréfák.
A legismertebb gyermekversek
- Móricz Zsigmond: A török és a tehenek, Iciri-piciri
- Móra Ferenc: A cinege cipője
- József Attila: Betlehemi királyok, Altató
- Szabó Lőrinc: Falusi hangverseny, Nyitnikék
- Weöres Sándor: Ha a világ rigó lenne (verseskötet)
- Romhányi József: Szamárfül (verseskötet)

A legnépszerűbb mesekönyvek
- Benedek Elek: Magyar népmesék
- Sebők Zsigmond: Dörmögő Dömötör
- Szepes Mária: Pöttyös Panni-történetek
- Kálmán Jenő: Sicc-könyvek
- Fazekas Anna: Öreg néne őzikéje
- Tersánszky Józsi Jenő: Misi Mókus kalandjai
- Török Sándor: Kököjszi és Bobojsza
- Bálint Ágnes: Mazsola-történetek
- Kormos István: Vackor-könyvek
- Bodó Béla: Brumi-könyvek
- Marék Veronika könyvei
- Csire Gabriella: Turpi-könyvek
- Csukás István: Mirr-Murr-, Pom Pom- és Süsü-könyvek
- Lázár Ervin: A Hétfejű Tündér, a Négyszögletű Kerek Erdő
- Janikovszky Éva: Több képes meséskönyve (Te is tudod?; Ha én felnőtt volnék; Jó nekem)

#### Ifjúsági művek, kamaszkönyvek
A magyar ifjúsági irodalom gyöngyszemei között tartjuk számon Molnár Ferenc A Pál utcai fiúk, Karinthy Frigyes Tanár úr kérem és Móra Ferenc Kincskereső kisködmön című művét, Fekete István több regényét (sok állatregényét, például a Vukot és a Bogáncsot, azonkívül a Tüskevár, a Téli berek, A koppányi aga testamentuma és a kevésbé ismert Végtelen út című regényeket) valamint Szabó Magda ifjúsági regényeit: (Álarcosbál, Születésnap, Abigél). A kamaszirodalom talán legnépszerűbb alkotásai Csukás István regényei: (Keménykalap és krumpliorr, Vakáció a halott utcában). A 60-as 70-es 80-as években íródott ifjúsági regények közül sok szól lakótelepi ('kulcsos') gyerekekről (pl. Nagy Katalin ifjúsági regényei).
Böszörményi Gyula 2002-ben indult Álomfogó-regénysorozata („a magyar Harry Potter”) arat nagy sikert a magyar serdülők körében, Erdélyben pedig Csire Gabriella eposz- és mítoszfeldolgozásai. A 2010-es évektől Leiner Laura számít az egyik legnépszerűbbnek.

#### Online folyóiratok
- Dörmögő Dömötör
- Napsugár
- Üveghegy
- Szitakötő
- Meseutca Archiválva 2015. július 22-i dátummal a Wayback Machine-ben (megszűnt)